# Леонидово (Курская область)
Леонидово — деревня в Суджанском районе Курской области России. Входит в состав Новоивановского сельсовета.

## География
Деревня находится на юго-западе Курской области, в пределах Обоянской гряды, в юго-западной части Среднерусской возвышенности, в лесостепной зоне, на расстоянии примерно 15 километров (по прямой) к северо-западу от города Суджи, административного центра района. Абсолютная высота — 155 метров над уровнем моря.
Климат
Климат характеризуется как умеренно континентальный, с тёплым летом и умеренно холодной зимой. Среднегодовая температура — 5,9 °C. Средняя температура воздуха самого тёплого месяца (июля) — 19,6 °C (абсолютный максимум — 39 °C); самого холодного (января) — −7,9 °C (абсолютный минимум — −37 °C). Безморозный период длится в течение 155 дней. Среднегодовое количество атмосферных осадков составляет 639 мм.
Часовой пояс
Деревня Леонидово, как и вся Курская область, находится в часовой зоне МСК (московское время). Смещение применяемого времени относительно UTC составляет +3:00.

## История
7 августа 2024 года, в ходе боёв в Курской области, село захвачено ВСУ. 9 января 2025 года освобождено ВС РФ.

## Население
| 2002 | 2010 |
| ---- | ---- |
| 78   | ↘56  |

Половой состав
По данным Всероссийской переписи населения 2010 года в половой структуре населения мужчины составляли 46,4 %, женщины — соответственно 53,6 %.
Национальный состав
Согласно результатам переписи 2002 года, в национальной структуре населения русские составляли 76 %.

## Инфраструктура
Личное подсобное хозяйство. В деревне 49 домов.

## Транспорт
Леонидово находится в 4 км от автодороги регионального значения 38К-030 (Рыльск — Коренево — Суджа), в 7 км от автодороги 38К-024 (Льгов — Суджа), в 4 км от автодороги межмуниципального значения 38Н-160 (38К-006 — Любимовка — 38К-030 с подъездом к с. Обуховка), в 4 км от автодороги 38Н-571 (38К-030 — Толстый Луг), в 1 км от автодороги 38Н-449 (38К-030 — Новоивановка — 38К-024), на автодороге 38Н-450 (38Н-449 — Александрия), в 6,5 км от ближайшей ж/д станции Локинская (линия Льгов I — Подкосылев).
В 127 км от аэропорта имени В. Г. Шухова (недалеко от Белгорода).